# Matutano
Matutano (cuya razón social es Matutano Snack Ventures, S.A.) es una marca española de aperitivos y patatas fritas, presente en los mercados de España y Portugal, que pertenece a la multinacional Frito-Lay. Fue fundada como empresa en 1965 por Luis Matutano Jover.

## Historia
El empresario catalán Luis Matutano Jover, cuya familia se había dedicado al cultivo de patatas desde 1873, fundó en la década de 1950 una fábrica de aperitivos en Barcelona basados en la patata. En 1965 impulsó su producción gracias a un acuerdo con el grupo estadounidense Pet Milk, con una plantilla inicial de 42 empleados y ocho rutas de reparto. Cuatro años más tarde, la empresa pudo expandirse en toda España gracias a la adquisición de Rick S.A., fundada por Augusto Aboitiz Baroja y cuya planta de producción se encontraba en Burgos.
En 1971 la multinacional Frito Lay, filial de PepsiCo, se hizo con la totalidad de Matutano e introdujo buena parte de sus productos en el mercado español: Cheetos (1975), Fritos (1976), Boca Bits (1981), Doritos (1984) y Ruffles (1986). En 1975 se adoptó el logotipo característico de Matutano: una cara sonriente inspirada en el logotipo de su contraparte mexicana Sabritas. Gracias al impulso de la multinacional, Matutano se convierte en líder del mercado español de aperitivos y se expande a Portugal.
Con la introducción de la marca Lay's en 1997, Frito-Lay prescindió de la imagen corporativa española para adoptar el logotipo de la multinacional. El cambio no tuvo aceptación popular y en la década de 2010 se recuperó la marca Matutano. No obstante, con el paso del tiempo los productos de Frito-Lay han asumido su propia marca y prescindido del identificativo español.
En 2025, Frito-Lay recuperó la marca Matutano para vender una nueva línea de aperitivos a precios económicos.